# Ndogboyosoi-Krieg
Der Ndogboyosoi-Krieg, eigentlich Ndogboyosoi-Konflikt (englisch Ndogboyosoi war bzw. conflict; Ndogboyosoi ist einer Mende-Sage nach eine Figur, die die Wege der Wälder bewohnt) war eine Zeit politischer Gewalt, die Mitte der 1980er Jahre zwischen Anhängern des All People’s Congress (APC) und der Sierra Leone People’s Party (SLPP) in Sierra Leone stattfand.
Die Gewalt konzentrierte sich auf den Distrikt Pujehun, insbesondere auf das Chiefdom Soro-Gbema. Ausgelöst wurde sie durch die angebliche Wahlmanipulation der regierenden APC-Partei und das Eingreifen einer Sondereinheit der Zollpolizei gegen Anhänger des SLPP-Kandidaten.
Nach der Gewalt kam es zu keinem Versöhnungsprozess. Kinder der bei den Kämpfen getöteten oder in der Haft verstorbenen Personen gehörten zu den ersten, die sich der Revolutionary United Front (RUF) anschlossen, einer Rebellengruppe, die neun Jahre später den Bürgerkrieg in Sierra Leone begann.